# Karl I. (Liechtenstein)

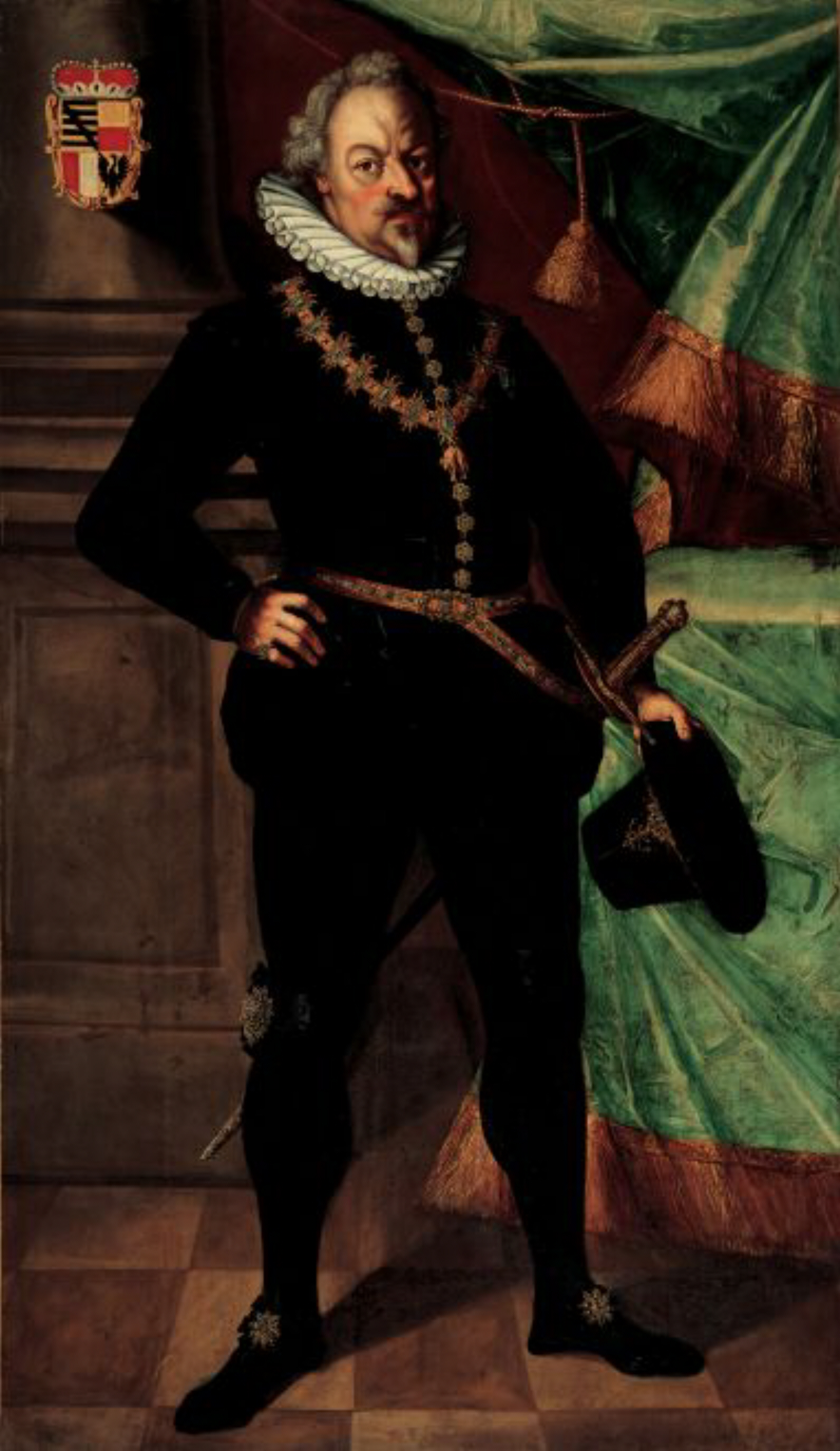
Karl I. von Liechtenstein

Karl I. (* 30. Juli 1569 vermutlich auf Schloss Feldsberg; † 12. Februar 1627 in Prag) war der erste Fürst aus dem Haus Liechtenstein und von 1622 bis zu seinem Tod kaiserlicher Statthalter im Königreich Böhmen.

## Biografie

### Frühe Jahre und Aufstieg
Liechtenstein war der älteste Sohn des kaiserlichen Rats Hartmann II. von Liechtenstein (1544–1585) und dessen Gattin Anna Maria, geborene Gräfin zu Ortenburg (1547–1601). Er wurde von Hauslehrern im evangelischen Glauben erzogen. Nach der Grundschulung besuchte er die vom evangelischen Adel Mährens und Niederösterreichs geschätzte Schule der Mährischen Brüder in Eibenschütz, die ihren ausgezeichneten Ruf dem Wirken bedeutender Gelehrter verdankte. Dort wurde er unter anderem von Esrom Rüdinger unterrichtet. In Eibenschütz freundete er sich mit Karl von Žerotín an. Seit Juli 1585 war er an der Universität Basel immatrikuliert. Gemeinsam mit Žerotín hielt er sich sodann in Genf auf, von wo aus sich die beiden 1588 auf eine Kavalierstour nach Frankreich begaben. Später studierte er gleichzeitig mit Zdeněk von Lobkowitz an der Universität Siena. 1592 trat er als Kämmerer in die Dienste von Erzherzog Matthias von Österreich.
Mit dem Ausbruch des Langen Türkenkriegs 1593 wurde Liechtenstein erstmals zum Hauptmann des Kreises Ungarisch Hradisch gewählt. 1596 begann seine politische Laufbahn im mährischen Landrecht, dem Ständeparlament seiner Zeit. Als einer von zwei Vertretern der Brüderunität zog er auf Antrag der evangelischen Stände in das Landrecht ein. Im gleichen Jahr folgte er seinem verstorbenen Onkel Johann Septimius als Senior und Lehnsträger des Hauses Liechtenstein. Wie schon sein Vater setzte er nach Belieben evangelische Prädikanten in seinen Patronatskirchen ein. In einem seit 1595 um die geistlichen Rechte an der Bürgerspitalskirche von Mistelbach geführten Prozess verteidigte er die Freiheit des evangelischen Religionsexerzitiums sowie die Unabhängigkeit der Spitalkirche gegenüber der kaiserlichen Patronatspfarre Mistelbach. Er avancierte zu einem Hoffnungsträger des evangelischen Lagers in Mähren. Beim sogenannten Fasten-Landrecht von 1599 in Brünn wurde er auf Antrag der Ständevertretung von Kaiser Rudolf II. zum Oberstlandrichter von Mähren bestellt.
Wenige Monate später erfolgte Liechtensteins Übertritt zum Katholizismus. Wie kaum ein anderes Ereignis in seinem Leben hatte dieser Entschluss schon bei seinen Zeitgenossen Aufsehen erregt und heftige Diskussionen ausgelöst. Papst Clemens VIII. beglückwünschte ihn in einem Schreiben, dass er zum Glauben seiner Vorfahren zurückgekehrt sei. Am Allerheiligentag 1599 schwor er in der Brünner Jesuitenkirche in Gegenwart des apostolischen Nuntius Filippo Spinelli und des Bischofs von Olmütz Franz Seraph von Dietrichstein öffentlich dem evangelischen Glauben ab. Hernach sorgte er für die Rekatholisierung seiner Herrschaften.

### Im Dienste Kaiser Rudolfs II.
In Folge seiner Konversion erlangte Liechtenstein im Frühjahr 1600 die Würde eines Geheimen Rats. Nach der Entlassung der beiden einflussreichsten Vertrauten Kaiser Rudolfs II., Graf Paul Sixt III. von Trautson und Freiherr Wolf Rumpf zum Wielroß, wurde er auf Betreiben des kaiserlichen Geheimsekretärs Johann Anton Barvitius provisorisch mit der Verwaltung des Obersthofmeisteramts und dem Vorsitz im Geheimen Rat betraut. Im Herbst 1600 übersiedelte er nach Prag. Sein Verhältnis zum Kaiser war bisweilen starken Schwankungen unterworfen. Er versuchte, seiner neuen Aufgabe durch eine energische und zielbewusste Amtsführung gerecht zu werden. Als führender Verfechter einer absolutistischen Politik im Geheimen Rat legte er 1601 ein umfangreiches Gutachten zur Reform der obersten Hofämter vor, in dem er sich ganz auf die Seite des Landesherrn stellte. Nach einem Rangstreit mit Graf Friedrich zu Fürstenberg entschloss er sich im Oktober 1602, den Hof zu verlassen. Bis dahin hatte er dem Kaiser Kredite in der Höhe von 800.000 Gulden gewährt. Bereits zwei Monate später erhielt er den Auftrag, den Kaiser, welcher sich erneut von der Außenwelt abgeschlossen hatte, für die Dauer der Krankheit zu vertreten. Im August 1603 verließ er Prag, ohne um seine Entlassung angesucht zu haben.
Im Januar 1604 wurde Liechtenstein vom Kaiser zum Landeshauptmann von Mähren ernannt. Damit übernahm er unter anderem die Leitung der militärischen Landesverteidigung. Nachdem der ungarische Aufstand unter Führung Stephan Bocskais nach Mähren übergreifen zu drohte, berief er, ohne die kaiserliche Ermächtigung abzuwarten, im Frühling 1605 das mährische Landrecht ein. Die von ihm begonnene Kriegsrüstung stand großen Problemen gegenüber: es fehlte an Geld, Kriegsmaterial und geeigneten Feldherrn. Auch die vom Kaiser mehrmals erbetene Kriegshilfe blieb vorerst aus. Im Mai 1605 drangen ungarische Truppen in Mähren ein und verwüsteten das Grenzgebiet. Erst drei Monate später konnte eine große Gegenoffensive der vereinten böhmisch-mährischen Truppen die ungarischen Einfälle und Brandschatzungen vorläufig beenden. An den wenig später eingeleiteten Friedensverhandlungen nahm er als Bevollmächtigter von Erzherzog Matthias teil. Am 17. Mai 1606 verlieh der Kaiser ihm und seinen Primogeniturerben das Prädikat Hoch- und Wohlgeboren. Im Oktober 1606 übernahm er wiederum die Leitung des kaiserlichen Hofs in Prag, nachdem seine Bedingungen, die Ernennung zum Obersthofmeister und zum Vorsitzenden im Geheimen Rat mit dem Recht des uneingeschränkten Zutritts zum Kaiser, akzeptiert worden waren. Die Situation in Prag gestaltete sich für ihn jedoch schwierig. Der Gesundheitszustand des Kaisers hatte sich neuerlich verschlechtert. Oftmals war es für ihn wochenlang nicht möglich, persönlich zum Landesherrn vorzudringen. Gleichzeitig hatte der Geheime Rat an Einfluss verloren. Er erschien folglich nur mehr selten bei den Ratssitzungen und zog es vor, die Zeit mit seinem bevorzugten Gesprächspartner Laurentius von Brindisi im Kapuzinerkloster am Hradschin zu verbringen. Als ihm seine häufige Abwesenheit im Geheimen Rat vorgeworfen wurde, soll er entgegnet haben: er wisse nicht, was er dort tun solle; es sei ja kein Geld vorhanden und es fehle an Mitteln, dasselbe herbeizuschaffen. Dieser Ausspruch wurde dem Kaiser hinterbracht und vergrößerte dessen Misstrauen ihm gegenüber. Darüber konnte auch das vom Kaiser am 30. März 1607 verliehene Große Palatinat, welches ihm unter anderem die Münzhoheit gewährte, nicht hinwegtäuschen. Am 23. Juli 1607 reichte er seine Demission ein und kehrte anschließend auf seine mährischen Güter zurück. Der Kaiser ernannte daraufhin eine Kommission, die seine Amtstätigkeit in Mähren genau überprüfen sollte. Diese Entwicklung beschleunigte seinen Entschluss, sich Erzherzog Matthias anzuschließen.

### Im Dienste Erzherzog Matthias’
Liechtenstein wurde im Herbst 1607 von Erzherzog Matthias in dessen Geheimen Rat aufgenommen. Gestützt auf eine in enger Zusammenarbeit mit seinem Jugendfreund Karl von Žerotín betriebene Politik, gelang es ihm, in einem zähen Ringen mit den Anhängern Kaiser Rudolfs II. dem Erzherzog in Mähren zur Herrschaft zu verhelfen. Höhepunkt dieses politischen Vorgehens bildete die unter seiner tatkräftigen Beteiligung erzwungene Absetzung des Grafen Ladislaus Berka von Dubá als Landeshauptmann von Mähren durch das im April 1608 in Eibenschütz tagende Landrecht. Er wurde einstimmig an die Spitze einer provisorischen Regierung gewählt, die umgehend in Erwartung einer Intervention des kaiserlichen Heeres die Einberufung eines mährischen Landesaufgebotes anordnete. Mit der Ankunft des Erzherzogs am 23. April 1608 in Znaim war der Anschluss Mährens an Ungarn und Österreich vollzogen.
Im Vertrag von Lieben, an dessen Entstehung Liechtenstein als Hauptunterhändler Matthias’ teilgenommen hatte, trat der Kaiser dem Erzherzog offiziell die Herrschaft in Ungarn und Österreich ab und anerkannte dessen Regentschaft in Mähren. Das mährische Landrecht ernannte ihn im folgenden Monat zum Leiter der Gesandtschaft, welche den Erzherzog zur Huldigung nach Brünn begleitete. Für seine vielfach erwiesene Treue und geleisteten Dienste erhob ihn Matthias als König von Ungarn am 20. Dezember 1608 in den erblichen Fürstenstand. Die Fürstenwürde blieb dabei dem jeweiligen Regierer des Hauses Liechtenstein vorbehalten. In seiner Politik und seinem Durchsetzungsvermögen als Berater von Matthias rivalisierte er mit Melchior Khlesl, Bischof von Wien, der sich letztlich gegen ihn durchsetzte. Wie viele seiner Zeitgenossen sah auch Liechtenstein den Weiterbestand der Habsburgermonarchie bedroht. Die Ziele einer Versöhnung des Kaisers mit dessen Bruder sowie einer klaren Erbregelung bestimmten die Gespräche, die er im Sommer 1609 mit Erzherzog Albrecht von Österreich und dem spanischen Gesandten in Eisgrub führte. Alsdann kehrte er an den Hof zurück und nahm im April 1610 an den Verhandlungen in Prag teil, die eine äußerliche Beilegung des Streits des Brüderpaars zum Ergebnis hatten. Die entscheidende Frage der Nachfolge blieb indes ungelöst. 1611 erhielt er den Auftrag, Erzherzogin Anna von Österreich, die Braut König Matthias’, mit allen Ehren von Innsbruck nach Wien zur Hochzeit zu geleiten. Der feierliche Zug traf am 1. Dezember 1611 in Wien ein. Nach dem Tod Kaiser Rudolfs II. im Januar 1612 wurde er verpflichtet, als kaiserlicher Gesandter an den Vorbereitungen zur Kaiserwahl und Krönung in Frankfurt am Main teilzunehmen. Im gleichen Jahr verlieh ihm der nunmehrige Kaiser Matthias die Präzedenz im niederösterreichischen und mährischen Herrenstand. 1617 nahm er als erster Landstand Mährens an der Krönung Erzherzog Ferdinands von Österreich zum König von Böhmen in Prag teil. Ferner wurde er am 6. August 1618 mit dem Ehrenprädikat Oheim bedacht.

### Ständeaufstand
Während des Ständeaufstands in Böhmen unterstützten Liechtenstein und seine Brüder Kaiser Ferdinand II., was den Verlust fast des gesamten Familienbesitzes in Schlesien und Mähren zur Folge hatte. Der Ständeaufstand ereilte ihn in Brünn. Als Parteigänger der Habsburger bekannt, fürchtete er, dass er zu einem Kompromiss mit den Aufständischen gezwungen werden könnte oder sie ihn ins Gefängnis werfen würden. Zur rechten Zeit gelang ihm die Flucht nach Wien. Die mährischen Stände schritten erst nach einer gewissen Zeit zur Konfiskation seiner Güter und verwiesen ihn symbolisch des Landes, doch zeichnete sich ihre Vorgehensweise weder durch eine durchdachte politische Taktik noch durch ein juristisches Vorgehen aus. Vorgeworfen wurden ihm der Weggang aus dem Land, sein Nichterscheinen vor dem aufständischen Landtag, die Weigerung, der Konföderation beizutreten sowie das Nichtablegen des geforderten Eids. Den mährischen Direktoren fehlte es an den notwendigen Ressourcen, um die gesetzlichen Maßnahmen zur Konfiskation wirksam durchzusetzen. Gleichzeitig war auch er nicht in der Lage, sich auf juristischem oder militärischem Weg gegen die Beschlagnahmungen seitens der Landstände zu behaupten. Daher versuchte er die inneren Zerwürfnisse innerhalb der mährischen Ständegemeinde zu seinen Gunsten zu nutzen.
Der Kaiser bestätigte mit Urkunde vom 23. Juni 1620 Liechtensteins Fürstenwürde und erhob ihn und die ehelichen Nachkommen seiner Linie in den erblichen Reichsfürstenstand. Die Standeserhebung implizierte jedoch nicht das Recht auf Sitz und Stimme im Reichsfürstenrat. Vier Tage später wurde er beauftragt, sich zur kaiserlichen Armee unter der Führung von Feldmarschall Graf von Bucquoy zu begeben. Als kaiserlicher Kommissar war er für die zivilen Angelegenheiten im Feldlager sowie in den besetzten Gebieten verantwortlich. Er befand sich im Gefolge Bucquoys, als sich im September 1620 das kaiserliche Heer mit dem Heer der Katholischen Liga bei Neupölla vereinigte. Schließlich wohnte er der Schlacht am Weißen Berg bei.

### Statthalter in Böhmen
Nach dem Sieg am Weißen Berg übernahm zunächst Herzog Maximilian I. von Bayern als Stellvertreter des Kaisers den militärischen und politischen Oberbefehl in Prag. Entscheidungen traf dieser stets im Beisein Bucquoys und Liechtensteins. Liechtenstein wurde am 16. November 1620 von Herzog Maximilian zu dessen Stellvertreter und subdelegirten commissarius eingesetzt. Einen Tag später reiste der Herzog aus Prag ab. Die Ernennung wurde am 2. Dezember 1620 vom Kaiser zunächst provisorisch bestätigt. Seine erste Aufgabe bestand darin, die schlimmsten Plünderungen und Ausschreitungen der kaiserlichen Truppen einzudämmen und notdürftig Ruhe und Ordnung wiederherzustellen. Kaiser Ferdinand II. war entschlossen, die Gunst der Stunde zu nutzen und mit aller Strenge gegen die Anführer des Ständeaufstands vorzugehen. Seit Dezember 1620 wurden auf kaiserlichen Befehl die Strafprozesse vorbereitet. Mitte Januar 1621 rechtfertigte Liechtenstein in einem Schreiben an den Kaiser den Umstand, dass er bislang die Hauptteilnehmer des Aufstands nicht verhaftet habe, unter anderem damit, dass er die vom Herzog von Bayern den Aufständischen gemachten Versprechungen – den Schutz ihres Lebens und Eigentums – nicht verletzen wollte. Am 6. Februar 1621 erging an ihn ein kaiserliches Schreiben mit einem Verzeichnis der zu verhaftenden Personen. Nach Durchführung der Verhaftungen wurde in Wien ein Sondergerichtshof zusammengestellt, der die Gefangenen als Hochverräter aburteilen sollte. Zum Vorsitzenden des Gerichtshofs, der sich am 15. März 1621 auf der Prager Burg konstituierte, wurde Liechtenstein ernannt. Das nach knapp zweimonatiger Prozessdauer publizierte Urteil lautete bei allen 43 Angeklagten auf Konfiskation ihrer Güter und bei 27 auf Todesstrafe. Am 21. Juni 1621 wurden die 27 Verurteilten auf einer vor dem Altstädter Rathaus errichteten Bühne exekutiert. Die abgetrennten Köpfe von zwölf Hingerichteten wurden am Altstädter Brückenkopf der Karlsbrücke aufgespießt. Die Hinrichtung wurde von Liechtenstein präsidiert.
Liechtenstein wurde am 17. Januar 1622 vom Kaiser zum Statthalter im Königreich Böhmen mit fast unbegrenzten Vollmachten ernannt. Einen Tag später wurde in Prag ein Konfiskationsgerichtshof für Böhmen eingesetzt, zu dessen Vorsitzenden er berufen wurde. Der Prozess dauerte bis Herbst 1627. Dabei wurden 680 Personen verurteilt, davon 166 zum Verlust ihres gesamten Vermögens. Ebenfalls am 18. Januar 1622 begann seine Beteiligung am Prager Münzkonsortium. Die kaiserliche Hofkammer verpachtete für die Dauer eines Jahres das landesherrliche Münzrecht in Böhmen, Mähren und Niederösterreich gegen die Pachtsumme von sechs Millionen Gulden an ein sechzehnköpfiges Konsortium. Durch die Prägung minderwertiger Münzen konnte das Konsortium hohe Gewinne erzielen. Die Münzmanipulation und Geldmengenausweitung führten jedoch zu einer immer stärker werdenden Inflation, welche die grassierende Wirtschafts- und Hungerkrise zusätzlich verschärfte. Kaiser Ferdinand II. verzichtete schließlich auf die Verlängerung des Münzpachtvertrags und nahm am 11. Dezember 1623 eine massive Abwertung des Umlaufgeldes vor. Die von der Hofkammer gegen Liechtenstein eingeleiteten Ermittlungen blieben ergebnislos.
Ab 1622 vermochte Liechtenstein seinen Grundbesitz in Böhmen und Mähren durch kaiserliche Schenkungen und dem Erwerb von Rebellengütern, welchen er unter anderem mit den Gewinnen aus dem Münzkonsortium bzw. mit Kippermünzen finanzierte, beträchtlich zu vergrößern. Da er gegen den Willen des Kaisers die Täufer aus wirtschaftlichen Gründen auf seinen Besitzungen behielt und sie vor Versuchen der zusätzlichen Besteuerung schützte, war gegen ihn Kritik laut geworden. Besonders der mährische Landeshauptmann Kardinal Franz Seraph von Dietrichstein beschwerte sich beim Kaiser über sein Verhalten. Der Kardinal erhielt daraufhin am 17. September 1622 aus Wien die Anordnung, alle Täufer aus Mähren zu vertreiben. Elf Tage später erließ Dietrichstein ein Mandat, worin allen Täufern, die sich nicht zum katholischen Glauben bekehrten, aufgetragen wurde, binnen vier Wochen das Land zu verlassen. Im Mai 1623 entsprach der Kaiser Liechtensteins Bitte, ihm ein Regierungskollegium zur Entlastung beizugeben. Obwohl Kuraufenthalte in Karlsbad vorübergehend Besserung in seinem Befinden brachten, verschlechterte sich sein Gesundheitszustand zunehmend. In den letzten Lebensjahren ließ er sich mehrfach kaiserliche Schutzbriefe ausstellen, die seine Herrschaften vor Zwangseinquartierungen befreien und vor Verwüstung durch Söldnerheere bewahren sollten. Die Wirkung dieser Schutzbriefe war indes gering.

### Tod und Beisetzung

Grab Karls I. von Liechtenstein in der Fürstengruft in Wranau

Liechtenstein verstarb in den Abendstunden des 12. Februar 1627 in Prag. An der feierlichen Trauerzeremonie nahmen zahlreiche Vertreter des böhmischen und mährischen Adels teil. Für seinen noch unmündigen Sohn übernahmen seine Brüder die Vormundschaft. Aufgrund der Kriegswirren konnte er nicht seinem testamentarisch niedergelegten Wunsch gemäß in der Pfarrkirche Mariä Himmelfahrt in Troppau beigesetzt werden, sondern in der Schlosskapelle von Feldsberg. Seine sterblichen Überreste wurden schließlich 1633 nach Wranau überführt und in der neu errichteten  Familiengruft bestattet.

## Besitzungen
Nach dem Tod seines Onkels wurde Liechtenstein 1596 als Senior seines Hauses von Kaiser Rudolf II. mit den Familiengütern belehnt. Im gleichen Jahr erwarb er mehrere niederösterreichische Dörfer aus dem Besitz von Freiherr Johann Bernhard von Fünfkirchen. 1597 verstarb sein Schwiegervater, ohne einen männlichen Nachkommen hinterlassen zu haben. Aufgrund der testamentarischen Bestimmungen fiel das reiche Erbe der Familie Boskowitz an dessen Töchter Anna Maria und Katharina. Seine Gattin erhielt die Allodialherrschaften Mährisch Aussee und Schwarzenberg. In Folge übte er für sie die Herrschaftsrechte aus. Er ließ eine genaue Schätzung der liechtensteinischen Familiengüter vornehmen, die als Grundlage des am 23. Juli 1598 mit seinen Brüdern Maximilian und Gundaker geschlossenen Teilungsvertrags diente. Dabei erhielt er die niederösterreichischen Herrschaften Feldsberg und Herrnbaumgarten. Die Herrschaft Eisgrub blieb einstweilen als Witwensitz im Besitz seiner Mutter. In seinen Besitzungen setze er bewährte Verwalter ein und belebte vorhandene bzw. schaffte neue Produktionsformen. Durch Instruktionen ordnete er die Bereiche Justiz, Religion und Wirtschaft neu. Der Erfolg dieser Maßnahmen stellte sich bald ein. Die reichen Erträge ermöglichten ihm, hohe Kredite zu gewähren. Er bot dem Kaiser zielgerichtete Darlehen und avancierte zu einem der wichtigsten Financiers des Erzhauses. Die aus mehreren Raten abgestattete kaiserliche Rückzahlung bestand neben barem Geld auch aus Pfandschaften. So gelangte er 1598 in den Besitz der Stadt Auspitz. 1599 erwarb er von den Gläubigern der Herren von Pernstein für 225.000 Gulden die verschuldete Herrschaft Plumenau mit der Stadt Proßnitz. Unmittelbar nach dem Erwerb der Herrschaft begann er mit deren wirtschaftlichen Reorganisation. Zwischen 1605 und 1613 ließ er Schloss Plumenau wiederinstandsetzen.
Durch den umfangreichen Besitzzuwachs sahen sich Liechtenstein und seine Brüder veranlasst, eine Revision der geltenden Erbeinigung von 1504 vorzunehmen und einen zukunftsweisenden Hausvertrag zu schaffen. Die neue Erbeinigung wurde am 29. September 1606 auf Schloss Feldsberg unterzeichnet. Um den Fortbestand des Hauses in wirtschaftlicher und familiärer Hinsicht sicherzustellen, wurde die Unteilbarkeit der Hausgüter durch Errichtung eines Familienfideikommiss festgelegt. Die Gebrüder unterwarfen ihre Güter dabei dem Fideikommiss. Die Möglichkeiten der Veräußerung und der Verpfändung von Besitzungen wurden auf ein Minimum reduziert. Maximilian und Gundaker setzten ihren älteren Bruder in die Rechte der Primogenitur ein und traten ihm die hierzu erforderlichen Rechte für sich und ihre Linien ab. Familienoberhaupt war nun nicht mehr das jeweils älteste männliche Familienmitglied, sondern der erstgeborene Sohn in der regierenden Linie. Somit war aus der bisherigen Seniorats- eine Majoratsverfassung geworden. Zur Finanzierung seiner Amtstätigkeit sollte dem Primogenitus das Recht des Nießbrauchs der sogenannten Erstgeburtsgüter zustehen. Zum Zeitpunkt der Erbeinigung waren dies Feldsberg, Herrnbaumgarten sowie Plumenau mit der Stadt Proßnitz. Das Familienoberhaupt durfte als Regierer des Hauses alleine die Lehen empfangen, übte die Patronate und alle Vormundschaften innerhalb der Familie aus, amtete als Schiedsrichter in inneren Konflikten sowie als Vertreter des Hauses gegen außen. Bei der Verteilung der weiteren Fideikomissgüter erhielt Liechtenstein für sich und seine Linie die Herrschaft Eisgrub zum Nießbrauch.
1607 erwarb er von Peter Katharyn von Katharn die Herrschaft Kunstadt. Seine Herrschaftssitze ließ er durch eigens dafür eingesetzte Pfleger und Bauschreiber auf deren Bausubstanz untersuchen und erforderlichenfalls restaurieren. Ein Schwerpunkt seiner Bautätigkeit galt dem Ausbau der fürstlichen Residenz Feldsberg. Am Schloss nahm er verschiedene bauliche Maßnahmen vor, unter anderem die Renovation der Schlosskapelle. Im Weiteren ließ er eine neue Stadtmauer bzw. einen neuen Stadtturm errichten. 1605 bewog er den Orden der Barmherzigen Brüder, sich in Feldsberg niederzulassen und ein Krankenhaus aufzubauen. Mitglieder des Ordens hatte er während seines Aufenthalts als kaiserlicher Gesandter in Rom kennengelernt, als diese einige seiner an Malaria erkrankten Diener pflegten. Den Ordensbrüdern stellte er in Feldsberg ein Lazarett zur Verfügung. Es war dies die erste Ansiedelung der Barmherzigen Brüder nördlich der Alpen. Der zweite Schwerpunkt seiner Bautätigkeit betraf den Ausbau von Schloss Eisgrub zur fürstlichen Sommerresidenz unter der Aufsicht von Giovanni Battista Carlone. Dabei wurde auch der Schlossgarten mit weitverzweigten Wasserspielen neu angelegt.
Am 4. Januar 1614 wurde Liechtenstein von Kaiser Matthias mit dem oberschlesischen Herzogtum Troppau belehnt. Darüber hinaus verlieh ihm der Kaiser Sitz und Stimme beim schlesischen Fürstentag, die Hauptmannschaft in Troppau sowie ein beschränktes Lehensrecht. Im Gegenzug verzichtete er auf die ihm vom Kaiser versprochene Herrschaft Pardubitz und bezahlte jene 125.000 Taler, welche die Stadt Troppau dem Kaiser schuldete. Die drei oberen Stände des Herzogtums Troppau betrachteten sich hingegen der Markgrafschaft Mähren zugehörig und lehnten daher seine Belehnung aus formalrechtlichen Gründen ab. Da der Rat der Stadt Troppau jedoch bereit war, ihn als neuen Landesherrn anzuerkennen, und die Stände der anderen schlesischen Herzogtümer ihm ihre Unterstützung versprachen, zog er am 14. Mai 1614 in Troppau ein und nahm eine Woche später die Huldigung der Bürgerschaft entgegen. Ungeachtet dessen blieb der Widerstand der oberen Stände gegen ihn bestehen. Das durch den Ständeaufstand verlorengegangene Herzogtum erhielt er letztlich 1622 zurück. Unter dem Druck einer kaiserlichen Kommission erklärten sich die drei oberen Stände nunmehr bereit, ihn als Landesherrn anzuerkennen. 1625 berief er die Jesuiten als Träger der Gegenreformation in die Stadt Troppau.

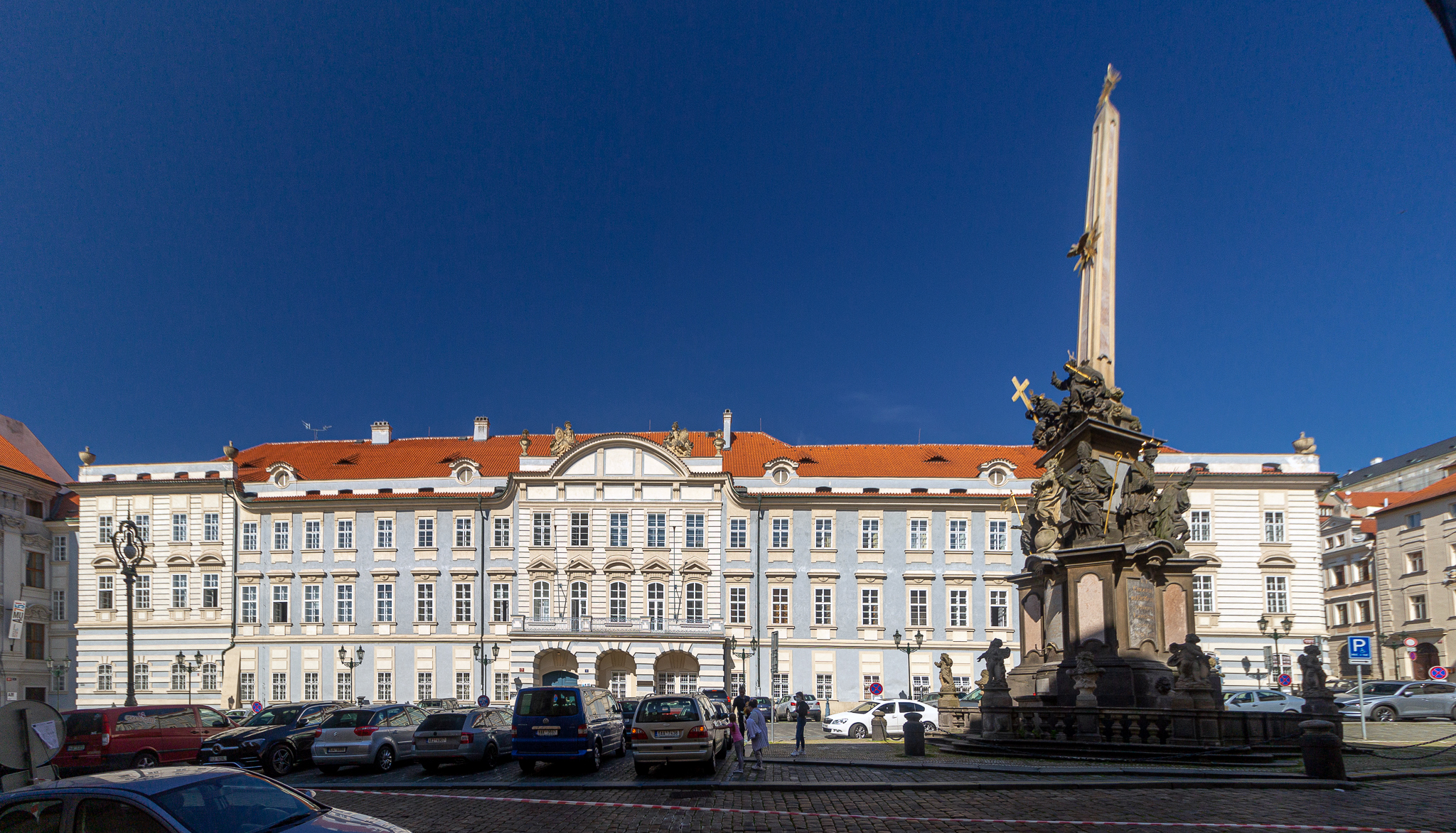
Palais Liechtenstein am Kleinseitner Ring in Prag

Nach seiner Ernennung zum kaiserlichen Statthalter entstand der Bedarf an einer seiner Stellung angemessenen Residenz. Liechtenstein besaß am Kleinseitner Ring in Prag bereits ein Haus. Er erwarb vier weitere angrenzende Adels- und Bürgerhäuser und ließ den Gebäudekomplex bis Dezember 1624 zu einem Palais umbauen. Das Palais Liechtenstein beheimatete eine Gemäldesammlung unter anderem mit Werken von Hans von Aachen. Er gab Arbeiten bei renommierten Goldschmieden, Juwelieren, Edelsteinschneidern und Bildhauern wie Ottavio Miseroni oder Adriaen de Vries in Auftrag und ließ die reichen Bestände seiner Silberkammer inventarisieren. Bei der großangelegten Verteilung der sogenannten Rebellengüter – enteigneter Landgebiete der ehemaligen Standesherren – schenkte ihm Kaiser Ferdinand II. für seine Treue und geleisteten Dienste im März 1622 die Kronlehen Mährisch Trübau, Hohenstadt, Eisenberg an der March und Goldenstein sowie die Städte Mährisch Neustadt und Mährisch Schönberg. Für die Belehnung dieser Herrschaften im Schätzwert von 600.000 Gulden musste er lediglich die darauf lastenden Pfandsummen ablösen. Im Juli 1622 erwarb er die Herrschaften Landskron und Landsberg von Zdeslaw Hrzan von Harras. Es folgte der Zukauf der Herrschaft Türnau von den Nachkommen von Adam von Weznik. Von größerer Bedeutung war die später umstrittene Erwerbung der Allodialherrschaften Schwarzkosteletz, Aurzimowes und Skworetz (Škvorec) vom Heerführer Wallenstein im November 1622. Am 13. Mai 1623 wurde er vom Kaiser mit dem Herzogtum Jägerndorf belehnt. Anders als in Troppau verlief die Machtübernahme in Jägerndorf problemlos. Seine Bevollmächtigten konnten im Sommer 1623 die Huldigung der Jägerndorfer Stände entgegennehmen. Als Insignien seines herzoglichen Standes ließ er einen Herzogshut und ein Schwert für einen Gesamtbetrag von 16.000 Gulden in Frankfurt am Main anfertigen. Im gleichen Jahr erstand er die Herrschaften Rostok und Planian (Plaňany) sowie weitere kleinere Güter, mit denen er seine Arrondierungsmaßnahmen im Wesentlichen abschloss.

## Familie

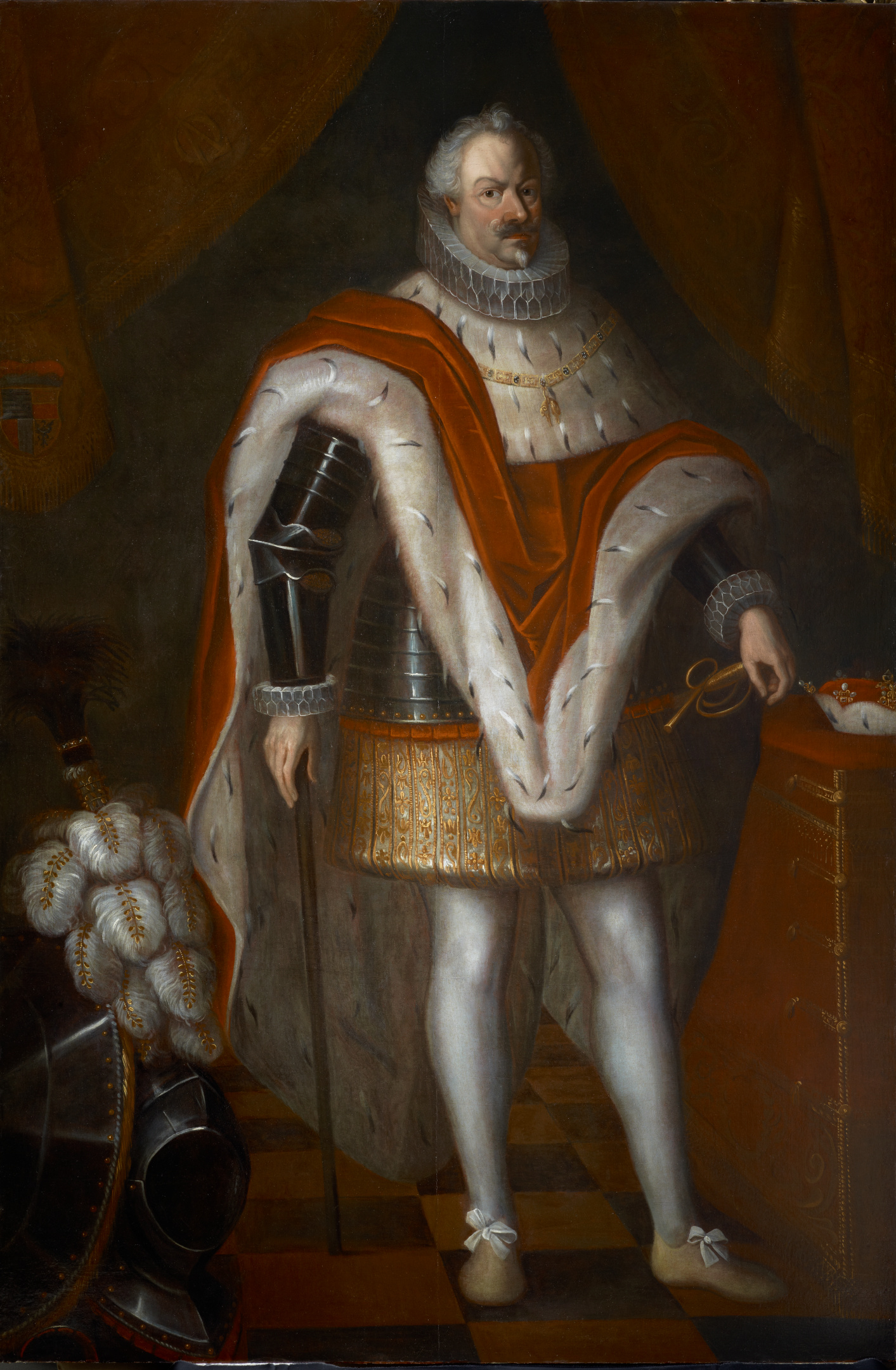
Karl I. von Liechtenstein (um 1622/23)

Liechtenstein heiratete um 1592 Anna Maria von Boskowitz und Černahora († 1625), ältere Tochter von Johann von Boskowitz und Černahora, genannt Šembera († 1597), und dessen zweiter Gattin Anna, geborene Kraiger von Kraigk († 1581). Aus der Ehe gingen fünf Kinder hervor:
- Anna Maria (1597–1638), ⚭ 1618 Fürst Maximilian von Dietrichstein (1596–1655)
- Franziska Barbara (1604–1655), ⚭ 1627 Werner T’Serclaes Graf von Tilly (1599–1653)
- Tochter (1610–1611)
- Karl Eusebius (1611–1684), ⚭ 1644 Gräfin Johanna Beatrix von Dietrichstein (1626–1676)
- Heinrich († jung nach 1612)

## Auszeichnungen
- 1622 Ritter des Ordens vom Goldenen Vlies[44]

## Rezeption
Liechtenstein war durch seine Position als einflussreicher und wohlhabender Aristokrat im Verlauf seines Lebens und weit darüber hinweg Objekt kontroverser Beurteilungen. In der tschechischen nationalen Erinnerung und der tschechischen Historiographie ab der zweiten Hälfte des 19. Jahrhunderts war er vornehmlich in seiner Funktion als kaiserlicher Statthalter im Königreich Böhmen und als Vorsitzender des Prager Blutgerichts präsent und wurde praktisch durchwegs negativ beurteilt. In der rezenten Aufarbeitung wird von Historikern größtenteils ein neutraler Standpunkt vertreten. Für diesen Prozess der neuen Sichtweise spielen die Aktivitäten und Publikationen der Liechtensteinisch-Tschechischen Historikerkommission, die ihre Tätigkeit am 1. Januar 2011 aufgenommen hat, eine bedeutende Rolle.